# Leticia Armijo
Leticia Armijo (Ciudad de México, 24 de mayo de 1961) compositora, musicóloga feminista, cantante, instrumentista, directora y gestora cultural, especialista en estudios sobre las mujeres y de género en la música, paisaje sonoro y arquitectónico y en la recuperación del acervo musical de las lenguas indígenas en riesgo. En el terreno de la interpretación se ha destacado como directora, cantante, violinista, guitarrista y en la ejecución de diversos instrumentos folklóricos. 
Sus obras se distinguen por la integración de elementos de la música tradicional mexicana y del mundo, con la música de concierto, música electroacústica y del paisaje sonoro y arquitectónico. Destaca también su labor como musicóloga y gestora cultural para visibilizar la labor de las mujeres en la música y en el arte y denunciar la discriminación. En 1994 fundó el Colectivo Mujeres en la Música y la Coordinadora Internacional de Mujeres en el Arte (ComuArte). Sus obras han sido interpretadas por reconocidos solistas, coros y orquestas en México y el mundo.

## Biografía
Nacida en la Ciudad de México en 1961 llegó a la música a través de sus padres el Dr. Sergio de Armijo de Alba y Leticia Torres Contreras. Su abuelo materno Gonzalo Torres, fue campesino y violinista del Mariachi Vargas de Tecalitlán. Leticia Armijo tocaba de oído la guitarra y el acordeón desde los cuatro años. Sus padres decidieron buscarle un maestro, el guitarrista Daniel Torres (1965-1982). Estudió en el Conservatorio Nacional de Música (1982-1985) y en la Facultad Nacional de Música de la Universidad Nacional Autónoma de México (1988-1992) donde concluyó su Licenciatura en Composición (1992-1997). 
A finales de la década de los 70´s fue militante del Partido Comunista. Los años 80 marcan el inicio de su militancia en el movimiento feminista,  como militante del Grupo Autónomo de Mujeres Lesbianas OIKABETH y de la Red Nacional de Mujeres, siendo una de las promotoras de la Primera Campaña que se hizo en contra de la violación en México.
Concluyó con mención honorífica la licenciatura en composición musical y la primera tesis de estudios musicales de género, dedicada a las compositoras La mujer en la composición musical del México de la segunda mitad del siglo XX. La obra de Gloria Tapia, Lilia Margarita Vázquez y María Granillo". Continuó sus estudios en España en la cátedra pionera en estudios de género en la música impartida por la Dra. Carmen Cecilia Piñero Gil en la Universidad Autónoma de Madrid, obteniendo el Diploma de estudios avanzados con la tesis "Graciela Agudelo y su contribución pedagógica". Paralelamente realizó una Maestría en Gestión y Promoción de la Música en la Sociedad (2001-2003), y el Doctorado en Historia y Ciencias de la Música, ambos en la Universidad Autónoma de Madrid, en donde se titulo con la tesis "Graciela Agudelo: una compositora del siglo XXI", obteniendo la mención  Cum Laude por unanimidad (2003-2007).  Entre sus maestros destacan Carlos Jiménez Mabarak, Ulises Ramírez, María Granillo, Franco Donatoni, Krzysztof Pendereki, Enrico Fubini, Argeliers León, Patrick Butin y la propia Carmen Cecilia Piñero Gil. 
En 2010-2012 realizó dos posdoctorados en composición (2010-2012), en la Universidad de Granada y Universidad Autónoma de Madrid. Su estancia en España culminó con la producción de su ópera en un acto Comedia sin título, sobre textos de Federico García Lorca, cuya obertura fue estrenada por la Orquesta Sinfónica de Coyoacán en 2015 y la Orquesta Filarmónica de Uruguay, ambas conducidas por Adriana Soto; y el concierto para guitarra y orquesta Las mujeres y el Quijote, dedicada a Andrés Segovia, estrenado el 26 de octubre de 2012 por la guitarrista Isabel Gil Vera y la Orquesta Nova Camera Orquesta en el XVII Festival Internacional de Guitarra Andrés Segovia. El estreno en México se llevó a cabo en marzo de 2013 por el guitarrista Juan Carlos Laguna y la Orquesta Sinfónica del Instituto Politécnico Nacional, bajo la dirección de Gabriela Díaz Alatriste.
Fue guitarrista de Chavela Vargas, quien la llamaba Bibriesquita, por su habilidad como guitarrista y requintisa, en alusión al guitarrista y compositor Antonio Bibriesca, quien fuera guitarrista de Chavela Vargas. 
Ha creado música para diversas obras de  teatro y cinematografía. Pertenece a la primera generación de compositores del Laboratorio Multimedia de Informática Musical y Música Electroacústica de la Escuela Nacional de Música de la UNAM del que es fundadora.
Desde 1996 es profesora de la Facultad de Música de la UNAM y de 2018 a la fecha de la Facultad de Ingeniería de la Universidad Autónoma de Querétaro. Es miembro de Honor de la Fundación Donne in música, con representación en la UNESCO. Ha formado parte de la mesa directiva del Centro de Apoyo de Música de Concierto y del Consejo Internacional de la Música en México. Actualmente es profesora de la Facultad de Ingeniería de la Universidad Autónoma de Querétaro y pertenece al Sistema Nacional de Investigadores nivel II. En 2023 es nombrada presidenta honorífica del Festival de Internacional de Ópera Mexicana. Ese mismo año, fue seleccionada por la revista Quién, entre las 31 mujeres que amamos, 

## Mujeres en la Música y en el Arte
En sus entrevistas se declara feminista y explica que durante la gira de conciertos que realizó como solista a Viena, conoció a la pianista e investigadora venezonala afincada en Austria Rosario Marciano a quién entrevistó sobre la discriminación de las mujeres en la música. Para cambiar la situación en 1994 fundó El Colectivo Mujeres en la Música A. C. y su filial ComuArte (Coordinadora Internacional de Mujeres en el Arte) con el objetivo de dar a conocer la obra artística de las mujeres a través de encuentros internacionales y crea uno de los foros más importantes en Iberoamérica sobre mujeres y arte.

Desde muy chica trabajé en el Centro Nacional de Investigación, de Documentación  Investigación e Información Musical, Carlos Chávez, CENIDIM, en donde pude constatar que existían partituras de compositoras como Alicia Urreta o la española María Teresa Prieto, y sin embargo, estaban ausentes de las fuentes documentales.

Desde 1997 a la fecha ha organizado de forma ininterrumpida encuentros internacionales e iberoamericanos mujeres en el arte y las ciencias, con el objetivo de dignificar la imagen de la mujer y erradicar la violencia, generando un diálogo entre las creadoras para integrar y difundir sus obras a nivel nacional e internacional.
También destaca su labor como productora de la Colección discográfica “Murmullo de Sirenas” integrada por las series conmemorativas: “Fanny Mendelssohn 200 años”, " Cecile Chaminade 150 años", "Monográficos", "Mujeres en la Música Sinfónica Mexicana" y "El arte de la sanación". En los últimos años -explica al hacer balance del trabajo de la organización- algunas orquestas empiezan a tocar obras de compositoras. Desgraciadamente no hay una conciencia en los conservatorios y en las escuelas de que la música mexicana de las compositoras y compositores de México, tendrían que ser un referente".
Con el paso de los años ha creado grupos de Mujeres en el Arte en España, Cuba, Estados Unidos, Chile y Brasil. Entre los logros de estos grupos se encuentra la creación y transformación de leyes para el reconocimiento de sus derechos. También es creadora del Premio Coatlicue otorgado a artistas y científicas destacadas.

## Intérprete
En el terreno de la interpretación musical se ha destacado por difundir la música tradicional mexicana como cantante, violinista, guitarrista y en la ejecución de diversos instrumentos folklóricos de México y Latinoamérica. 
En 1979 fundó el grupo Surco con quien hizo la música original, arreglos e interpretación para la obra de teatro El Cambiazo de Mario Benedetti bajo la dirección de Carlos Lozano, así como los arreglos e interpretación de Él que vino a hacer la Guerra de Sergio Magaña dirigida por Ignacio Hernández, de Zozobra sobre textos de López Velarde bajo la dirección de Luis de Tavira y de Noviembre de Marco Antonio Silva, Premio Nacional de Danza. En el año de 1896 actuó en la ciudad de Nagoya, Japón, y en 1995 realizó una gira de conciertos como solista por Viena, Linz y Mürzzushlag en Austria.
Desde entonces ha participado en importantes festivales como el Festival Internacional Cervantino, Festival Cultural de Sinaloa, Primer Festival de Canto Nuevo, Segundo Encuentro de la Composición en México, Festival de Música Contemporánea de Cuba, The World Forum on Music UNESCO, II Foro de Música Nueva organizado por la Universidad Autónoma de Chihuahua, Festival Internacional de Música Contemporánea de Valparaíso, Darwin Vargas. 
A través de su obra musical ha rescatado las lenguas originarias de México, llevándolos a los grandes formatos de la música mexicana de concierto, como el Ballet Sinfónico Coyolxauhqui. Requiem de cuerpo presente.
Es directora y fundadora del Coro de Mujeres de los Pueblos Indígenas de México,Yolotli, creado con la misión de rescatar y difundir las en lenguas indígenas en riesgo.

## Investigadora
Como investigadora es especialista en los estudios de las mujeres y de género en música, siguiendo los pasos de la musicóloga feminista de los años 70 Susan McClary. Integra el análisis musical y las aportaciones del movimiento lésbico y del feminismo en la creación musical. Considera que las mujeres como musicólogas y compositoras pueden realizar obras con un fundamento ideológico distinto, transformando las estructuras y mentalidades, como en su Sinfonía guerrera en un movimiento OIKABETH.
Fue investigadora de la serie radiofónica Murmullo de Sirenas: un espacio para sentir y entender la creación musical de las mujeres (1995), realizado por El Colectivo Mujeres en la Música A. C. en colaboración de Radio Educación de México. Participaron Laura Elena Padrón en la producción, Rocío Méndez en la conducción y Elsa López Lopez en la musicalización. Se transmitieron 34 programas en torno a la labor de intérpretes, investigadoras, musicólogas y directoras de orquesta.
Otra de las vertientes de sus investigaciones es el estudio del paisaje sonoro y arquitectónico en relación con la identidad y la composición musical, plasmado en su libro "Una compositora mexicana en Granada. Identidad y creación".
Es autora de diversas publicaciones editadas en México y España. Ha impartido conferencias sobre el tema en la Ciudad de México así como en Viena, Madrid, Las Palmas de la Gran Canaria, Tenerife, Bilbao, Granada, La Habana, Los Ángeles, San Francisco, Valparaíso y Santiago de Chile. 
Ha impartido cursos en la Universidad Pedagógica Nacional, Universidad de la Ciudad de México, Escuela Nacional Preparatoria, Conservatorio Nacional de Música, Sección de Música Escolar del Instituto Nacional de Bellas Artes y Literatura, Centro Cultural Ollin Yoliztli, Escuela de Música de la Universidad de Ciencias y Artes en Chiapas, Universidad de Hidalgo, Comunidad Yochib del Municipio de Ochuk en Chiapas, Universidad Autónoma de Chihuahua y fuera de México, en el Instituto Superior de Arte en Cuba, Laboratorio de Informática Musical y Música Electroacústica del Museo de Arte Reina Sofía, Universidad Autónoma de Madrid, Real Conservatorio “Victoria Eugenia” en Granada, Universidad Católica de Valparaíso, Universidad de California, Universidad de Illinois, Universidad Católica de Chile y Universidad de Jaen, entre otros.
Ha formado parte de los tribunales de tesis doctorales de la Universidad Complutense de Madrid y Universidad Autónoma de Madrid y presentado sus investigaciones en diversos encuentros internacionales.

## Catálogo
Armijo tiene un amplio catálogo que incluye obras de cámara, corales, orquestales, ópera, música para teatro, cine y electroacústica. Sus obras han sido interpretadas por reconocidos concertistas, coros y orquestas como Juan Carlos Laguna, Coro de Cámara Exaudi, Cuarteto Carlos Chávez, Cuarteto Latinoamericano, Orquesta Sinfónica Nacional de México, Orquesta Sinfónica de Cuba, Orquesta Filarmónica de la Ciudad de México, Orquesta Filarmónica de Uruguay, Orquesta Sinfónica del Instituto Politécnico Nacional, Orquesta de Cámara del Nuevo Mundo y Orquesta Sinfónica de Acapulco, entre otros, en países como Austria, Cuba, España, Chile, Francia México, Bélgica, Italia, Portugal, Estados Unidos y Japón.  Sus obras también han sido publicadas por la editorial canadiense ARLA Music Publishing Company. y la Editorial ComuArte.
La gramática de sus obras se inscribe dentro de la música de concierto y en ellas integra elementos de la música tradicional de México y el mundo, creando un nuevo concepto ecléctico de identidad acústica sin fronteras. También se distingue por el rescate de la música de los pueblos originarios de México y Guatemala, en busca de la revitalización de las lenguas indígenas en riesgo. Por otra parte, introduce elementos de la musicología feminista y  de los estudios de género en la creación musical. Estas características se observan en su Sinfonía guerrera en un movimiento OIKABETH, galardonada con el Premio SACM de Composición Sinfónica que otorga Música de concierto y la Sociedad de Autores y Compositores de México. La obra es un homenaje dedicado al grupo pionero del que fue militante en los años 80´ del siglo XX y cuyo acróstico en maya significa "Movimiento de mujeres guerreras que abren camino y esparcen flores" .

## Premios y reconocimientos
A lo largo de su carrera, Leticia Armijo ha recibido innumerables premios y reconocimientos entre los que destacan: en el 2007, el Premio SACM de Composición Sinfónica que otorga la Sociedad de Autores y Compositores de México; en los años 2007 y 2009, el Premio de Composición electroacústica que otorga del Ministerio de Cultura y Educación de España y el Centro para la Difusión de la Música Contemporánea a través del Museo de Arte Reina Sofía. En el 2013 recibe el Premio Trayectoria 2013, que otorga la Sociedad de Autores y Compositores de México, en 2017, recibe el Premio Juana Belén Gutiérrez de Mendoza por su distinguida y comprometida trayectoria feminista y contribución en el avance de los derechos humanos de las mujeres, otorgado por el Frente Feminista Nacional. A partir de 2019 forma parte del Sistema Nacional de Investigadores, actualmente nivel II. En marzo de 2023, la revista Quién la incluyó dentro de las 31 mujeres que amamos, junto a Elena Poniatowska. En 2023, su obra para guitarra "Los jardines de Sabatini" es seleccionada como obra obligada por el International Guitar Competition in Antony, que se celebrará en Paris, Francia en marzo de 2024y u obra Koijiki, para corno, dos violines, vila y fagot, fue galardonada por International Horn Society. 

## Discografía
- “Luces Crepusculares”, para dos pianos. Interpretan Mar G. Barrenechea y Monique Rasetti en Luces crepusculares, Vol. 2 de la Colección Murmullo de sirenas, Serie Fanny Mendelssohn 200 años, El Colectivo Mujeres en la Música, México, 2004.

- “A tus recuerdos”, para piano. Interpreta Duane Cochran, en Preludio a lo impredecible, Vol. 2 de la Colección Murmullo de sirenas, Serie Fanny Mendelssohn 200 años, El Colectivo de Mujeres en la Música, México, 2004.

- “Esperanza” para coro a capela. Interpreta el Ensamble Coral Nexus bajo la dirección de janette Valdéz, en Sanación, Vol. 1 de la Colección Murmullo de sirenas, serie El arte de la sanación, El Colectivo de Mujeres en la Música, México, 2006.

- “Ehecatl”, para flauta y piano. Interpretan Miguel Ángel Villanueva e Yleana Bautista en Articulaciones, Vol. 2 de la Colección Murmullo de sirenas, Serie El arte de la sanación, El Colectivo Mujeres en la Música, México, 2006.

- “Yolotli”, para violín, violonchelo y piano. Interpreta Carlos Egry, Fabiola Flores y Monique Rasetti en Sistema nervioso central, Vol. 3 de la Colección Murmullo de sirenas, Serie El arte de la sanación, El Colectivo Mujeres en la Música, México, 2006.

- “Esperanza”, para coro a capela. Interpreta el Ensamble Coral Nexus bajo la Dirección de janette Valdéz, en Tumores, Vol. 4 de la Colección Murmullo de sirenas, serie El arte de la sanación, El Colectivo de Mujeres en la Música, México, 2006.

- “A tus recuerdos”, para cuarteto de clarinetes. Interpreta el Cuarteto Nacional de Clarinetes de México en Guateque, México, 2010.

- “A pesar de todo”, para cuarteto de cuerdas. Interpreta el Cuarteto Carlos Chávez en Diez propuestas... un siglo, Vol. 5 de la Colección Murmullo de sirenas, Serie Cécile Chaminade 150 años, El Colectivo de Mujeres en la Música, México, 2011.

- “OIKABETH”, para orquesta sinfónica. Interpreta la Orquesta Sinfónica del IPN, en Mujeres en la música sinfónica mexicana. Vol. 10 de la Colección Murmullo de sirenas, Serie Cécile Chaminade 150 años, El Colectivo de Mujeres en la Música, México, 2011.

- De la placita de Josemanuel Fernández, Tema oficial de radio 2010 del Instituto Mexicano de la Radio, arreglo para coro femenino a capela. Interpreta el Coro de Mujeres de los Pueblos Originarios de México dirigido por Leticia Armijo, IMER, México, 2010.

- “Pasión de amor” para coro a capela. Interpreta el Ensamble Coral Xonovox, dirigido por Víctor Luna, en La música mexicana del siglo XX, SACM, México 2010.

- "Caipiriña", para clarinete, apito y guitarra. Interpreta el clarinetista Dr. Alejandro Moreno y el guitarrista Mauricio Hernández Monterrubio, en Due Voici Ensamble, Universidad Autónoma del Estado de Hidalgo, México, 2012. 2ª Ed. 2022, Aleja promotora.

- "Murmullo de sirenas", Leticia Armijo. Vol. VII de la Serie Monográficos, Colección Murmullo de sirenas. Obras de cámara, corales y electroacústicas interpretadas por la pianista Yliana Bautista, el flautista Miguel Ángel Villanueva, el Ensamble Coral Nexus de Cuba dirigido por Jannette Valdéz. el Coro Convivium Musicum y el coro de la Facultad de ingeniería dirigidos por Víctor Luna. México, El Colectivo Mujeres en la Música A.C.,  2012.

- "La flor de los mil pétalos" Leticia Armijo Vol. VIII de la Serie Monográficos, Colección Murmullo de sirenas. Obras de cámara y sinfónica interpretan las cantantes Encarnación Vázquez, Lourdes Ambriz, Alma Zúñiaga, las pianistas Yliana Bautista, Monique Rasetti, Nonowska Fernández-Birtto, el Cuarteto Carlos Chávez y la Orquesta Sinfónica del Instituto Politécnico Nacional dirigida por Gabriela Díaz Alatriste. México, El Colectivo Mujeres en la Música A.C.,  2012.

- "El cancionero de Yolotli". Vol. XI de la Serie Canciones en lenguas indígenas de México, Colección Murmullo de sirenas. Obras basadas en los cantos originarios de México. Interpreta Yolotli, Coro de Mujeres de los Pueblos originarios de México, bajo la dirección de Leticia Armijo. México, El Colectivo Mujeres en la Música A.C. y el Instituto Nacional de lenguas Indígenas, México, 2012.

- "Desde donde late la tierra...Canciones en lenguas indígenas de México. El cancionero de Yolotli", Instituto Nacional de Lenguas Indígenas, México, 2016.[18]
- "Tropiezos", para clarinete y electroacústica, Alejandro Moreno, clarinete y producción, en Clarinetape, Escuela de Música del Estado de Hidalgo, México, 2020.

## Publicaciones
Leticia Armijo. La mujer en la composición musical del México de la segunda mitad del siglo XX: la obra de Gloria Tapia, Lilia Margarita Vázquez y María Granillo. Tesis inédita, Escuela Nacional de Música de la Universidad Autónoma de México, México, 1997.
Leticia Armijo. “La orquesta de Cámara de Mujeres de Viena”, en Revista Fem, Publicación Feminista Mensual, Año 22 No. 185, México, agosto 1998, pp. 42 y 43.
Leticia Armijo. “Colectivo de Mujeres en la Música”, en Revista Fem, Publicación Feminista Mensual, Año 21 No. 169, México, abril de 1997. pp. 45 y 46.
Leticia Armijo. Graciela Agudelo: una compositora del siglo XXI. Fondo Editorial de la Universidad Autónoma de Querétaro, 2022.
Leticia Armijo. Graciela Agudelo: una compositora mexicana del siglo XXI. Tesis doctoral, Programa de Doctorado en Historia y Ciencias Musicales de la Universidad Autónoma de Madrid, España, 2007.
Leticia Armijo (compiladora). Memoria de los Encuentros Internacionales e Iberoamericanos de Mujeres en el Are, Instituto Nacional de las Mujeres y Editorial ComuArte, México 2008.
Leticia Armijo. “ComuArte, Mujeres en el arte a fin del milenio. Música en Movimiento”, en Revista Fem, Publicación Feminista Mensual, Año 23 No. 199, México, octubre de 1999. pp. 54 a 55.
Leticia Armijo. “El musical como fenómeno artístico. La mujer en escena y en el backstage. Políticas culturales, pseudocultura e imperialismo cultural desde La Laguna”, en Sector cultural no industrial y creación femenina, Instituto Canario de   la Mujer, España 2003, pp. 107 a 115. ISBN: 84-8103-334-0.
Leticia Armijo. “El musical como fenómeno artístico. La mujer en escena y en el backstage. Políticas culturales, pseudocultura e imperialismo cultural en España”, en Primer Coloquio de Arte y Género, Memoria, Instituto Nacional de las Mujeres, CONACULTA-CENART, México, 2003, pp. 279 a 288, ISBN: 968-5552-22-3
Leticia Armijo. “Presentación” en Exposición de artes visuales. Mujer, Arte, Justicia y   Paz. XII Encuentro Internacional-VIII Iberoamericano de Mujeres en el Arte. Editorial ComuArte, Gobierno de la Ciudad de México, Instituto de las Mujeres del Distrito Federal, México 2008.
Leticia Armijo. “Mujeres en la Música”, en Boletín, Escuela Nacional de Música, Año   2, ISSN 0188-5561, México, marzo 1998, pp. 9 y 10.
Leticia Armijo. “Mujeres en la Música”, en ABA publicación oficial de amigos de Bellas Artes, México, Año XI número VII mayo-junio de 2007, pp. 6 a 9.
Leticia Armijo. “Murmullo de sirenas: un proyecto de empoderamiento de las mujeres en la música”, en Internacional Music Council de la UNESCO. Los Ángeles California del 1 al 5 de octubre de 2005.
Leticia Armijo. "Música en movimiento" en Cartografías del feminismo mexicano, 1970-2000. Norma Nínive García, Márgara Millán y Cyntia Pech Compiladoras, Universidad Autónoma de la Ciudad de México, México 2007, pp. 345 a 353, ISBN: 968-9037-21-8.
Leticia Armijo. La mujer en la composición musical del México de la segunda mitad del siglo XX. La obra de Graciela Agudelo y su contribución pedagógica. El Método  GAM de iniciación musical para niños. Tesis inédita, Programa de Doctorado en Historia y Ciencias de la Música de la Universidad Autónoma de       Madrid, Madrid, 2005.
Leticia Armijo. Graciela Agudelo una compositora del siglo XXI. Tesis inédita, Programa de   Doctorado en Historia y Ciencias de la Música de la Universidad Autónoma de Madrid, Madrid 2007.
Leticia Armijo. La mujer en el patrimonio artístico politécnico. Catálogo de artes plásticas 2009. Instituto Politécnico Nacional, México 2009.
Leticia Armijo. “Apuntes de San Cristóbal”, en Arte y mujer. Visiones de cambio desarrollo social, Carmen Cecilia Piñero Gil, Eulalia Piñero Gil Ed, Colección: Cuadernos inacabados, Editorial Horas y Horas, Madrid. 2009. pp. 375 a 381, ISBN: 978-84-96004-33-7.
Leticia Armijo. “OIKABETH”. Mujeres guerreras que abren caminos y esparcen flores”, en Mujer versus Música, Rosa Iniesta Ed., Colección "Música Interacciones" de Rivera Editores, Madrid 2011. pp. ISBN 978-84-92825-09-7
Leticia Armijo. Desde donde late la tierra, Canciones en lenguas indígenas de México I. El Cancionero de Yolotli. Editorial ComuArte e Instituto Nacional de Lenguas Indígenas, México, 2012. ISBN 978-607-96036-0-2
Leticia Armijo. “Mi querida tía Eva”, en  Stabat mater dolorosa, Leticia Armijo y Cecilia Figueroa R, compiladoras. Antología, Voz lírica, México, CDMX, 2023. ISBN: 9786079320744.
Leticia Armijo. “Música para el bello sexo en el México Independiente”, en Cantos de guerra y paz. La música en las Independencias Iberoamericanas (1800-1840). Begoña Lolo y Adela Presas Ed. Música y Musicología / 3, Universidad Autónoma de Madrid, 2015. pp. 335 a 347, ISBN 978-84-8344-521-1
Leticia Armijo. "Música en movimiento" en Cartografías del feminismo mexicano, 1970-2000. Norma Nínive García, Márgara Millán y Cyntia Pech Compiladoras, 2ª. Ed. Universidad Autónoma de la Ciudad de México, México 2018, pp. 355 a 364, ISBN: 968-607-9465-59-9.
Leticia Armijo. Desde donde late la tierra, Canciones en lenguas indígenas de México. El Cancionero de Yolotli. 2º Ed. Instituto Nacional de Lenguas Indígenas, México, 2017. ISBN 978-607-8407-15-6
Leticia Armijo. “Las mujeres y el Quijote. Concierto para guitarra y orquesta”, en El Quijote y la música en la construcción de la cultura europea. Begoña Lolo (ed.) Universidad Autónoma de Madrid, Madrid, 2018. ISBN: 978-84-8344-681-2. pp. 805 a 126. 
Leticia Armijo. “Punto atrás” en Flores para el no olvido. Homenaje a las mujeres del 68. Cecilia Figueroa (Compiladora), Eterno Femenino Ediciones, México, 2018. ISBN: 978-607-9402-27-3. pp. 9 a 14.
Leticia Armijo (Compiladora). Seguimos en pie, Eterno Femenino Ediciones, México, 2019. ISBN: 978-607-420-256-4. pp. 9 a 10.
Leticia Armijo. “Punto atrás” Semillas de marzo. Cecilia Figueroa (Compiladora), Eterno Femenino Ediciones, México, 2019. ISBN: 978-607-420-257-1. pp. 9 a 14. pp. 13,14 y 41 a 46.
Leticia Armijo. “El principio”, en Canto de las mariposas, Cecilia Figueroa (Compiladora), Eterno Femenino Ediciones, México, 2019. ISBN: 9786074202571. pp. 9 a 14. pp. 13,14 y 41 a 46.
Leticia Armijo. “Las cartas de Aibil”, Leticia Armijo y Cecilia Figueroa (Compiladoras). Mi bella aquí estoy, Antología integrada por 26 textos de poetas y narradoras, Editorial Eterno femenino, México, 2020, pp. 7 a 12.
Leticia Armijo. “Arquitectura y paisaje sonoro como elemento identitario en la creación musical”, en Revista Itamar, Universidad de Valencia, 2020. I.S.S.N: 2368-8260, pp. 404 a 435.
Leticia Armijo. “La banquita de las tres sillas”, en Un mundo mejor es posible, Leticia Armijo y Cecilia Figueroa (Compiladoras), Antología integrada por 26 textos de poetas y narradoras, Editorial Eterno femenino, México, 2021. ISBN: 978607919320, pp. 11,12, 26 y 27.
Leticia Armijo. "Marigen de las ausencias", en Voces en alto,  Cecilia Figueroa R, compiladoras., Voz lírica, México, CDMX, 2024. ISBN: 9786076960615.
Leticia Armijo. “El milagro de Sor Juana”, en Revista Itamar, Universidad de Valencia, 2021. ISSN: 2386-8260, pp. 586 a 573.
Leticia Armijo y Cecilia Figueroa R, compiladoras. Stabat mater dolorosa, Antología literaria, Voz lírica, México, CDMX, 2023. ISBN: 9786079320744.
Leticia Armijo. “El sueño de Yolotli” en Cantos de Malitzin, Leticia Armijo y Cecilia Figueroa (Compiladoras), Antología integrada por textos de poetas y narradoras, Editorial Voz lírica, México, 2021, ISBN:979840634424, pp. 5 a 9.
Leticia Armijo. “ Embrujo de Granada” en Unidas en la pandemia. Leticia Armijo y Cecilia Figueroa (Compiladoras). Antología integrada por textos de poetas y narradoras, Editorial Voz lírica, México, 2022, ISBN:979840634424, pp. 5 a 8.
Leticia Armijo. Una compositora mexicana en Granada. Identidad y creación, Universidad Autónoma de Querétaro, México, 2022, ISBN:978-607-513-603-5.
Leticia Armijo y Cecilia Figueroa R, compiladoras. Voces en alto, Antología literaria, Voz lírica, México, CDMX, 2024. ISBN: 9786076960615.